# Селце (община Маврово и Ростуше)
Вижте пояснителната страница за други значения на Селце.
Селце или Селци, известно и като Селце Река (на македонска литературна норма: Селце), е село в Северна Македония, в община Маврово и Ростуше.

## География
Селото е разположено в областта Мала Река високо в планината Бистра на Ядовска река.

## История
В османо-турски документи от втората половина на XV век Селце е отбелязано като напуснато от жителите си село.
В XIX век Селце е българско мияшко село в Реканска каза на Османската империя. В църквата „Свети Илия“ в Селце работят Дичо Зограф и синът му Аврам Дичов. Дичо е автор на иконостаса със сцени от Стария Завет и стенописите. В „Етнография на вилаетите Адрианопол, Монастир и Салоника“, издадена в Константинопол в 1878 година и отразяваща статистиката на населението от 1873 година, Селце (Seltzé) е посочено като село с 50 домакинства, като жителите му са 163 българи.
Според статистиката на Васил Кънчов („Македония. Етнография и статистика“) в 1900 Селце има 420 жители българи християни.
На Етнографската карта на Битолския вилает на Картографския институт в София от 1901 година Селце (Река) е чисто българско село в Реканската каза на Дебърския санджак с 80 къщи.
Според митрополит Поликарп Дебърски и Велешки в 1904 година в Селце има 20 сръбски къщи. По данни на секретаря на Българската екзархия Димитър Мишев („La Macédoine et sa Population Chrétienne“) в 1905 година в Селце има 640 българи екзархисти и в селото функционира българско училище.
Според статистика на вестник „Дебърски глас“ в 1911 година в Селце Река има 61 български екзархийски и 2 патриаршистки къщи (от 1898 г.).
В 1912 година по време на Балканската война в селото влизат сръбски войски и след Междусъюзническата война в 1913 година то остава в Сърбия. През август 1914 година е арестуван от новите сръбски власти 92-годишният старец Лазар, защото заявява, че той и всички жители на тези краища са българи и като българи ще умрат.
На етническата си карта на Северозападна Македония в 1929 година Афанасий Селишчев отбелязва Река Селце като българско село.
По време на Втората световна война селото е в италианската окупационна зона и пострадва от окупационните власти. На 15 декември 1942 година, секретарят на българското външно министерство Димитър Шишманов протестира пред италианския пълномощен министър Масимо Маджистрати относно албанските изстъпления над българите в Тресонче, Селце и околностите.
Според преброяването от 2002 година селото е без жители.

## Личности
Родени в Селце
- Апостол Попбожинов Чибуков (? – 1923) предприемач и общественик,[14] деец на Галичко-Реканското благотворително братство в 1915 година[15]
- Васил Георгиев (1897 – 1952), български политик, кмет на Видин
- Вело Негрев, български възрожденски общественик
- Велян, български възрожденски архитект и строител
- Илия Ненчов (? – 1879), български зограф
- Методий В. Македонски, български публицист
- Наум Илиев, български зограф
- Ненчо Илиев, български зограф
- Саве Попбожинов Чибуков (? – 1894), български зограф
- Стефан Богоев, български революционер, войвода от ВМОРО през 1903 година, имигрант във Видин[16]
- Филип Томов Огнянов, български общественик